# Trichomyia figuieroai
Trichomyia figuieroai är en tvåvingeart som beskrevs av Duckhouse 1972. Trichomyia figuieroai ingår i släktet Trichomyia och familjen fjärilsmyggor. Inga underarter finns listade i Catalogue of Life.